# Waterbury Lake
Pour les articles homonymes, voir Waterbury.
Le Waterbury Lake est un lac canadien du nord de la province de Saskatchewan.

## Présentation
Il a la particularité d'être proche, au nord, de la Cigar Lake Mine, mine d'uranium à haute concentration.